# St Ive and Pensilva
 (septembre 2023).
St Ive and Pensilva est une paroisse civile des Cornouailles, en Angleterre. Elle a pour centre le village de St Ive et contient aussi les villages et hameaux de Gang, Middlehill, Parkfield, Pensilva, St Ive Cross et Woolston. La paroisse a une surface de 27,9 km2 et, au recensement de 2011, avait 4.246 habitants
Originellement nommée « St Ive », la  paroisse a été renommée « St Ive and Pensilva » le 1er avril 2021